# Giro de la Província de Reggio de Calàbria
El Giro de la província de Reggio de Calàbria (en italià Giro della Provincia di Reggio Calabria) és una cursa ciclista per etapes que es disputava a la província de Reggio de Calàbria, a la Calàbria, Itàlia.
La primera edició es disputà el 1920 sota el format de cursa per etapes fins al 1949. Amb tot, la seva periodicitat fou força irregular en aquests primers anys. A partir de 1950 la cursa passà a disputar-se en una sola etapa, sent vàlida pel Campionat d'Itàlia en ruta de 1969. Noves dificultats afectaren la cursa a partir de la dècada de 1990, cosa que provocà la seva irregularitat. A partir del 2008 la cursa passa a disputar-se en tres etapes, tot i que el 2009 això no fou així, formant part de l'UCI Europa Tour, amb una categoria 1.1. Després de deu anys sense disputar-se, entre el 2013 i el 2022, la cursa es tornà a disputar el 2023.

## Palmarès
| Any       | Vencedor                  | Segon                    | Tercer               |
| --------- | ------------------------- | ------------------------ | -------------------- |
| 1920      | Mario Giorgianni          | Luigi Velona             | Giacomo Ragusa       |
| 1921      | No es disputà             | No es disputà            | No es disputà        |
| 1922      | Angelo de Francesco       | Marzio Germoni           | Angiolo Marchi       |
| 1923      | Nello Ciaccheri           | Enea dal Fiume           | Guido Messeri        |
| 1924-25   | No es disputà             | No es disputà            | No es disputà        |
| 1926      | Nello Ciaccheri           | Marino Pomposi           | Antonio Liguori      |
| 1927      | No es disputà             | No es disputà            | No es disputà        |
| 1928      | Felice Gremo              | Settimo Innocenti        | Leonida Frascarelli  |
| 1929      | Felice Gremo              | Pietro Mori              | Allegro Grandi       |
| 1930      | Luigi Marchisio           | Marco Giuntelli          | Aleardo Simoni       |
| 1931      | Learco Guerra             | Pio Caimmi               | Domenico Piemontesi  |
| 1932-44   | No es disputà             | No es disputà            | No es disputà        |
| 1945      | Giovanni Corrieri         | Mario Fazio              | Arturo de Lorenzo    |
| 1946-48   | No es disputà             | No es disputà            | No es disputà        |
| 1949      | Sergio Pagliazzi          | Angelo Fumagalli         | Danilo Barozzi       |
| 1950      | Fausto Coppi              | Gino Bartali             | Vito Ortelli         |
| 1951      | Luciano Maggini           | Arrigo Padovan           | Waldemaro Bartolozzi |
| 1952      | Gino Bartali              | Fiorenzo Magni           | Giuseppe Minardi     |
| 1953      | Luciano Maggini           | Dante Rivola             | Annibale Brasola     |
| 1954      | Giuseppe Minardi          | Fausto Coppi             | Bruno Monti          |
| 1955      | Rino Benedetti            | Giancarlo Astrua         | Angelo Conterno      |
| 1956      | Giuseppe Minardi          | Cleto Maule              | Adriano Zamboni      |
| 1957      | Gastone Nencini           | Aldo Moser               | Ercole Baldini       |
| 1958      | Angelo Conterno           | Ercole Baldini           | Silvano Ciampi       |
| 1959      | Waldemaro Bartolozzi      | Rino Benedetti           | Angelo Conterno      |
| 1960      | Guido Carlesi             | Gastone Nencini          | Pierino Baffi        |
| 1961      | Dino Bruni                | Vito Favero              | Noè Conti            |
| 1962      | Luigi Sarti               | Antonio Suárez           | Livio Trape          |
| 1963      | Ercole Baldini            | Carlo Brugnami           | Graziano Battistini  |
| 1964      | Diego Ronchini            | Guido Carlesi            | Aldo Pifferi         |
| 1965      | Adriano Durante           | Vito Taccone             | Franco Bitossi       |
| 1966      | Michele Dancelli          | Gianni Motta             | Dino Zandegù         |
| 1967      | Michele Dancelli          | Vittorio Adorni          | Bruno Mealli         |
| 1968      | Michele Dancelli          | Ole Ritter               | Franco Bitossi       |
| 1969      | Vittorio Adorni           | Vito Taccone             | Italo Zilioli        |
| 1970      | Walter Godefroot          | Luigi Sgarbozza          | Patrick Sercu        |
| 1971      | Gianni Motta              | Marcello Bergamo         | Ole Ritter           |
| 1972      | Franco Bitossi            | Albert van Vlierberghe   | Enrico Paolini       |
| 1973      | Wladimiro Panizza         | Davide Boifava           | Francesco Moser      |
| 1974      | Francesco Moser           | Roger de Vlaeminck       | Constantino Conti    |
| 1975      | Giuseppe Perletto         | Francesco Moser          | Constantino Conti    |
| 1976      | Enrico Paolini            | Franco Bitossi           | Gary Clively         |
| 1977      | Constantino Conti         | Pierino Gavazzi          | Giuseppe Saronni     |
| 1978      | Knut Knudsen              | Gianbattista Baronchelli | Leonardo Mazzantini  |
| 1979      | Giovanni Battaglin        | Bernt Johansson          | Wladimiro Panizza    |
| 1980      | Gianbattista Baronchelli  | Claudio Bortolotto       | Simone Fraccaro      |
| 1981      | Alfio Vandi               | Bernt Johansson          | Claudio Bortolotto   |
| 1982      | Riccardo Magrini          | Michael Wilson           | Giuseppe Martinelli  |
| 1983      | Pierino Gavazzi           | Giuseppe Petito          | Francesco Moser      |
| 1984      | Alfredo Chinetti          | Daniele Caroli           | Roger de Vlaeminck   |
| 1985      | Silvano Riccò             | Palmiro Masciarelli      | Ennio Salvador       |
| 1986      | Guido Bontempi            | Francesco Moser          | Moreno Argentin      |
| 1987      | Tony Rominger             | Stefan Brykt             | Franco Chioccioli    |
| 1988      | Moreno Argentin           | Gianni Bugno             | Emanuele Bombini     |
| 1989      | Adriano Baffi             | Silvio Martinello        | Paolo Cimini         |
| 1990      | Giuseppe Saronni          | Maximilian Sciandri      | Alberto Elli         |
| 1991      | Andrea Ferrigato          | Rolf Aldag               | Germano Pierdomenico |
| 1992      | Davide Cassani            | Giorgio Furlan           | Oliverio Rincón      |
| 1993      | Fabiano Fontanelli        | Stefano Allochio         | Silvio Martinello    |
| 1994      | No es disputà             | No es disputà            | No es disputà        |
| 1995      | Pascal Richard            | Riccardo Forconi         | Davide Rebellin      |
| 1996      | Michele Bartoli           | Alessandro Baronti       | Beat Zberg           |
| 1997      | No es disputà             | No es disputà            | No es disputà        |
| 1998      | Michele Bartoli           | Mirko Celestino          | Eddy Mazzoleni       |
| 1999-2002 | No es disputà             | No es disputà            | No es disputà        |
| 2003      | Aitor González            | Filippo Pozzato          | Fabio Baldato        |
| 2004      | Andris Nauduzs            | Mauro Zinetti            | Dmitri Kónixev       |
| 2005      | Guillermo Rubén Bongiorno | Samuele Marzoli          | Fabio Borghesi       |
| 2006-07   | No es disputà             | No es disputà            | No es disputà        |
| 2008      | Daniele Pietropolli       | Steve Cummings           | Francesco Failli     |
| 2009      | Fortunato Baliani         | Fabio Taborre            | Francesco Failli     |
| 2010      | Matteo Montaguti          | Francisco Ventoso        | Daniele Pietropolli  |
| 2011      | Daniele Pietropolli       | José Serpa               | Daniel Oss           |
| 2012      | Elia Viviani              | Daniele Colli            | Elia Favilli         |
| 2013-22   | No es disputà             | No es disputà            | No es disputà        |
| 2023      | Jhonatan Restrepo         | Nicolás Tivani           | Mirco Maestri        |
| 2024      | No disputada              | No disputada             | No disputada         |
| 2025      | Luca Colnaghi             | Davide Bais              | Lorenzo Finn         |